# Wallengrenia ophites
Espèce
Synonymes
- Wallengrenia otho ophites (Mabille, 1878)
- Hesperia gemma Plötz, 1883
- Pamphila ravola Godman & Salvin, 1884

Wallengrenia ophites, l’Hespérie orangée, est une espèce de lépidoptères (papillons) de la famille des Hesperiidae, originaire des îles du Vent dans les Antilles. 
Certains auteurs la considèrent comme une sous-espèce de Wallengrenia otho : Wallengrenia otho ophites,.
Ce petit papillon se reconnaît à son revers fauve orangé uni, tandis que le dessus des ailes est plus complexe, mêlant des plages orangées et brunes,. 
Cette espèce est notamment présente en Martinique, où elle est largement répandue et vole en nombre au ras des herbes.